# Hoplomys gymnurus
Hoplomys gymnurus är en däggdjursart som först beskrevs av Thomas 1897.  Hoplomys gymnurus är ensam i släktet Hoplomys som ingår i familjen lansråttor. IUCN kategoriserar arten globalt som livskraftig. Inga underarter finns listade.

## Utbredning och habitat
Denna gnagare förekommer i Central- och norra Sydamerika. Utbredningsområdet sträcker sig från östra Honduras till nordvästra Ecuador. Habitatet utgörs av städsegröna skogar i låglandet eller i låga bergstrakter upp till 750 meter över havet samt av träskmarker.

## Utseende
Arten har många styva hår fördelade i pälsen som är styvare än hos andra släkten av lansråttor. På ryggens mitt kan de vara 3 cm långa och 0,2 cm tjocka. Dessa taggar har en vitaktig fot och en brunaktig till svartaktig spets. På undersidan är pälsen mjukare och vitaktig. Svansen är täckt av fjäll med några mjuka hår inblandade. Den har en brun ovansida och en vit undersida. Ofta bryter svansen av under individens liv (autotomi). Den allmänna kroppsbyggnaden liknar släktet Proechimys.
Individerna når en kroppslängd (huvud och bål) av 22 till 32 cm och en svanslängd av 15 till 26 cm. Vikten varierar mellan 218 och 790 gram.

## Ekologi
Hoplomys gymnurus vistas på marken och gräver enkla underjordiska bon i slänter. De består av en cirka 2 m lång tunnel samt två runda rum. Arten äter olika växtdelar och några insekter. Den är främst aktiv på natten. Antagligen kan honor para sig hela året. De föder i genomsnitt två ungar per kull. Ungarna är ganska bra utvecklade vid födelsen med öppna ögon och tunn päls. Taggarna utvecklas efter cirka en månad.